# Анчарт, Альберто
Альберто Анчарт (исп. Alberto Anchart; 24 сентября 1931, Буэнос-Айрес, Аргентина — 31 октября 2011, там же) — аргентинский актёр кино и телевидения.

## Биография
Родился в семье актёра театра и кино Альберто Анчарта-старшего. Его двоюродным братом был артист и певец Гого Андреу.
Театральную карьеру начал в 1940 году на сцене Президентского театра Альвеар в Буэнос-Айресе, затем играл в Национальном театре (Teatro El Nacional).
Комедийный актёр.
Снимался с 1954 года. Сыграл около 40 ролей в фильмах и телесериалах.
Умер 31 октября 2011 года в возрасте 80 лет в больнице в Буэнос-Айресе от рака, который был обнаружен у него месяцем раньше. Похоронен на кладбище Ла-Чакарита.

## Избранная фильмография
- Crisol de hombres (1954)
- Папины проблемы / Los problemas de Papá (1954)
- Venga a bailar el rock (1957)
- La casa de Madame Lulú (1968)
- El veraneo de los Campanelli (1971)
- El picnic de los Campanelli (1972)
- Чемпионат большого пансиона / Gran pensión El Campeonato (1972)
- Clínica con música (1974)
- El profesor erótico (1976)
- Hay que parar la delantera (1977)
- Amigos para la aventura (1978)
- Cuatro pícaros bomberos (1979)
- Ésto es vida (1981)
- Un loco en acción (1983)
- Diablito de barrio (1983)
- Dibu, la película (1997)
- Провинциалка / Cabecita (1999)
- Бесконечное лето / Verano del '98 (2000)
- Arregui, la noticia del día (2001)
- Dibu 3 (2002)
- Флорисьента (2004—2005)
- Desaparecer (2007)
- Семейство Фиерро / Son de Fierro (2007—2008)

## Награды
- Премия Радио и телевидения Аргентины имени Мартина Фьерро (трижды)ю
- В 1982 и 1984 годах был признан лучшим комедийным актёром Аргентины.